# 孝懿王后
孝懿王后 金氏（韓語：효의왕후 김씨，1754年1月5日—1821年4月10日），本貫清風金氏，朝鮮王朝正祖的王妃，清原府院君金時默與唐城府夫人洪氏之女，五世祖金佑明即顯宗妻明聖王后之父。

## 生平
英祖二十九年十二月十三日（1754年1月5日）生於嘉會坊私第。英祖三十八年（1762年）二月受冊封為世孫嬪，與世孫李祘（正祖）行嘉禮於「於義洞本宮」（孝宗潛邸），數月後家翁莊獻世子過世。
正祖繼位後，進封王妃。她素有賢妃的美名，即使後來受到權臣洪國榮（其妹為正祖後宮元嬪）的勢力威脅，王后之位始終屹立不搖。她與正祖成婚多年始終沒有生育，其後綏嬪朴氏生下王子李玜（純祖），正祖遂命李玜為元配的養子，號「元子」。（其實在此之前她也曾認養宜嬪成氏之子文孝世子，可惜世子早夭。）李玜繼位後，按例尊嫡母為王大妃。
1821年4月10日（純祖二十一年三月九日），金氏病逝於昌慶宮慈慶殿，享壽69歲（史書中所記載的為虛歲，實際年齡是67歲），葬水原健陵，全稱睿敬慈粹孝懿王后。高宗稱帝後，上尊號莊徽，幾個月後再尊崇為莊徽睿敬慈粹孝懿宣皇后。

## 相關影視作品

### 電視劇
| 劇名     | 孝懿王后扮演者 | 電視台 | 年份   |
| 《李祘》 | 朴恩惠         | MBC    | 2007年 |

## 附註
1. ↑  《孝懿王后行狀》以英宗癸酉十二月十三日亥時，后降於嘉會坊私第。……
2. ↑  因為在十二月中旬出生的緣故，實際上已是西元1754年。
3. ↑  . people.aks.ac.kr.   [2011-10-29]. （原始内容存档于2018-02-08） （韩语）. 22:54 (UTC)
4. ↑  《孝懿王后行狀》歲辛巳，英宗爲正宗擇配，后年方九歲，德性之夙就，已有所登聞於宮中者。后被初揀，英宗手書五世繼昔寔爲宗國八字以賜之，莊獻世子，亦奇愛之，以爲「果協所聞也。」……及三揀，館于別宮，以遘痘，越明年壬午二月，冊爲世孫嬪，行嘉禮。……
5. ↑  《文孝世子誌文》宜嬪成氏，以壬寅九月七日寅時誕世子于昌德宮之讌華堂。……同年十一月，封元子，上命王后殿下，取而子之。甲辰八月，册爲王世子。……
6. ↑  《純祖實錄》23卷，純祖21年（1821年 / 辛巳年 / 清道光元年）3月9日（己未）
  - 午時王大妃殿，昇遐于慈慶殿。
7. ↑  《孝懿王后行狀》辛巳元朝，我殿下，率世子百官上箋稱賀，是歲亦后膺揀舊甲也。群情咸頌慶喜，而后則輒以爲疚。自春初，微有不豫，閱月漸谻，至三月九日己未，禮陟于昌慶宮之慈慶殿，春秋六十有九。……